# المدرسة الهندية الحديثة (قطر)
المدرسة الهندية الحديثة الدوحة هي مدرسة هندية تابعة لجمعية مدارس دلهي العامة في الهند. تقع في الوكرة في الدوحة، قطر. تنتمي إلى المجلس المركزي للتعليم الثانوي الذي يتبع منهج نسرت. تشارك المدرسة في نموذج الأمم المتحدة. أدمجت دروس التدريب الاختياري «منتدى المعهد الهندي للتكنولوجيا وامتحان القبول المشترك» الذي يتضمن التدريب الأساسي والمتقدم وبحث فحص المواهب الوطنية وسات لطلاب الصف 7-12. المدرسة لديها مسارين للدراسات المستقبلية بدءا من الصف 11: العلوم والتجارة. وسيلة التدريس في المدرسة هي اللغة الإنجليزية. شعار المدرسة هو «الخدمة قبل الذات».

## وصلات خارجية
- موقع المدرسة: المدرسة الهندية الحديثة الدوحة